# エセル・ムタリカ
エセル・ムタリカ（Ethel Mutharika、1944年頃 - 2007年5月28日）は、マラウイの大統領であるビング・ワ・ムタリカの妻でファーストレディ。篤志家としても知られた。

## 概要
ムタリカは元々南ローデシア（現在のジンバブエ）の出身であった。ビング・ワ・ムタリカと結婚したのち、2007年に死ぬまで37年の間ムタリカと連れ添い、四人の子供を生み育てた。また、慈善活動家としても知られており、マラウイの貧しい人々を救済するためのエセル・ムタリカ財団を設立した。  
ムタリカは、リロングウェの病院でガンによる長い闘病生活の末に63歳で死亡した。ムタリカがマラウイや南アフリカ共和国、フランス、その他ヨーロッパやアジアの数カ国でガンの治療を受けていたことが明らかとなったのは死後になってからであった。
ムタリカの葬儀は国葬として公式に行われた。その後、遺体はリロングウェにある州会議事堂に置かれ、6月2日にムズズへと移された後、さらに6月5日にはブランタイヤへと移動した。その後、夫であるビング・ワ・ムタリカが所有するチョロ県の茶農園にて葬儀が営まれた。